# 카를로스 가야르도
카를로스 가야르도(Carlos Gallardo, 1966년 6월 22일 ~ )는 멕시코의 배우, 영화 감독, 영화 프로듀서, 각본가, 영화배우, 무대 디자이너, 의상 디자이너이다.

## 영화
- 런던워Z: 레드콘 (2018년)
- 스타워치 (2014년)
- 플래닛 테러 (2007년) - 부보안관 카를로스 역
- 그라인드하우스 (2007년) - segment Planet Terror-카를로스 역
- 밴디도 (2004년) - 맥스 역
- 원스 어폰 어 타임 인 멕시코 (2003년)
- 이스트사이드 (1999년)
- 브라보 (1998년)
- 싱글 액션 (1998년)
- 데스페라도 (1995년) - 캄파 역
- 엘 마리아치 (1992년)